# Сенохрад
Сенохрад (слч. Senohrad) насељено је мјесто са административним статусом сеоске општине (слч. obec) у округу Крупина, у Банскобистричком крају, Словачка Република.

## Становништво
| Година:    | 1994. | 2004.   | 2014.   | 2024.   |
| ---------- | ----- | ------- | ------- | ------- |
| Број људи: | 719   | 779     | 785     | 713     |
| Разлика:   |       | +8,34 % | +0,77 % | -9,17 % |

| Година:    | 2023. | 2024.   |
| ---------- | ----- | ------- |
| Број људи: | 716   | 713     |
| Разлика:   |       | -0,41 % |

Према подацима о броју становника из 2024. године насеље је имало 713 становника.